# Brendan Scannell
Pour les articles homonymes, voir Scannell.
Brendan Scannell, né le 22 juin 1989, est un acteur, humoriste et scénariste américain. Il est principalement connu pour son rôle d'Heather Duke de la série télévisée Heathers (2018),,, reboot du film Fatal Games, et de Pete, l'un des rôles principaux de la série Netflix Bonding (2019). 

## Biographie
Brendan Scannell est né dans l'État d'Indiana à Valparaiso. Il étudie à l'Université Northwestern puis déménage à Los Angeles afin de devenir humoriste. En plus de sa carrière d'acteur, il écrit pour plusieurs applications (Funny or Die, CollegeHumor, Freeform, Comedy Central) . 

## Filmographie

### Cinéma
- 2018 : Kill Game : Ronald Wallace

### Télévision

#### Séries télévisées
- 2016 : Nothin's Easy
- 2016 : Jeffery Live
- 2017 : City Girl : Justin (2 épisodes)
- 2017 : My Boyfriend Is a Robot : Leo
- 2018 : Heathers : Heather « Heath » Duke (10 épisodes)
- 2019 : Bonding : Pete (15 épisodes)
- 2021 : The Premise : Caleb Rose
- 2022 : Loot : Paul

#### Téléfilms
- 2016 : Kristen Does Her Best : l'assistant de casting